# Carolikvarteren

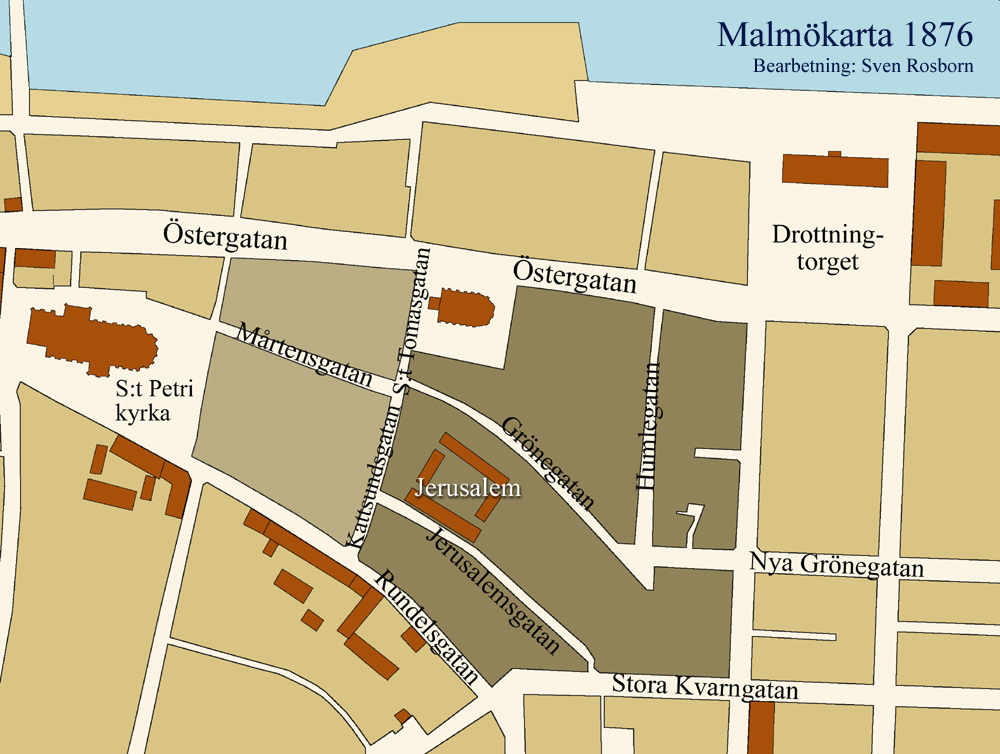
Karta över Carolikvarteren (mörka) år 1876. Kvarteren var i princip oförändrade ända fram till 1970-talet. De mörka kvarteren är idag totalexploaterade med undantag av några få fastigheter.

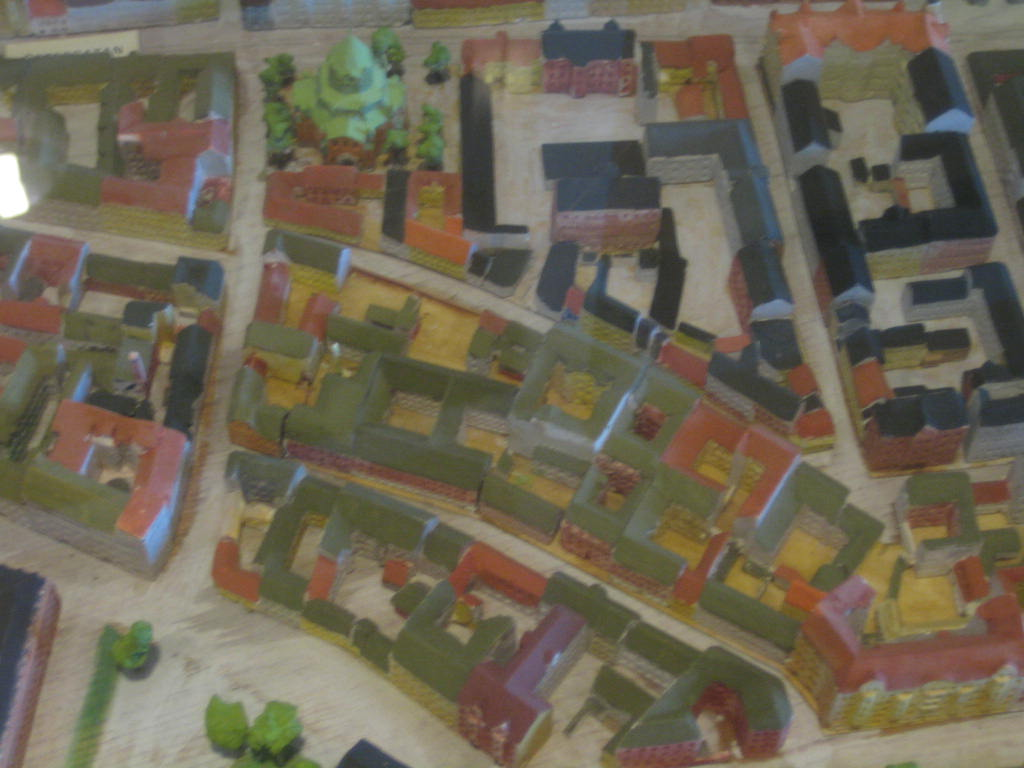
Modell av Carolikvarteren år 1943. Överst vid Caroli kyrka kvarteret Carolus; därunder kvarteret Jerusalem och nederst kvarteret Hjorten. Kvarteren till vänster är uppifrån räknat kvarteret Magnus Smek och därefter kvarteret Erik Menved. Modellen tillhör Malmö museum och finns på Stadsarkivet i Malmö.

Carolikvarteren, eller tidigare ofta kvarteren kring Caroli kyrka, är en mindre del av Gamla staden i Malmö. Området avgränsas enligt vedertagen definition av Mäster Nilsgatan, Rundelsgatan, Stora Kvarngatan, Norregatan och Östergatan. 
Det tidigare bostadsområdet revs för att ge plats åt affärs- och bostadskomplexet Caroli City. I de gamla kvarteren, före Caroli Citys tillkomst, fanns bebyggelse redan på medeltiden, huvudsakligen enkla gatehus. Senare, främst under 1900-talet, kom kvarteren att förknippas med trångboddhet, fattigdom och dåliga sanitära förhållanden. Man hade börjat riva i början av 1960-talet och det mesta i området revs mellan 1968 och 1972.
Dessa kvarter ligger i Malmös äldsta delar och de kvarvarande gatorna i kvarteren, Kattsundsgatan, Humlegatan, Rundelsgatan, etc, är bland de äldsta i staden, men har förlorat sin ursprungliga gatubredd. Rivningarna och tillkomsten av nya monolitiska byggnader har förändrat östra Gamla stadens struktur. Sju gator försvann, varav minst två, Grönegatan och Mårtensgatan, hade anor tillbaka till stadens grundläggning. 
Diskussioner har pågått sedan 2008 om att bygga om köpcentret Caroli. En förändring kan eventuellt också komma att inbegripa Caroli kyrkoplan. En inbjuden arkitekttävling arrangerades, där förslaget Sleeping beauty av det danska arkitektkontoret Schmidt Hammer Lassen i samarbete med Kragh & Berglund Landskabsarkitekter A/S utsågs till vinnare. Förslaget innebär bland annat att köpcentret bryts ner och öppnas upp mot omgivningen. Delar invigdes 2012 och det planeras att vara färdigbyggt 2013.[uppföljning saknas]

## De gamla kvarteren
Inom det ursprungliga Caroli fanns innan nuvarande stadsplans tillkomst 1970 följande kvarter:
- Kv. 6 Magnus Smek: Kvarteret Magnus Smek, som fick sitt namn från kung Magnus Eriksson, var det kvarter som avgränsades av Östergatan, S:t Tomasgatan (norra delen av Kattsundsgatan), Mårtensgatan och Mäster Nilsgatan. När Mårtensgatan försvann 1970 fick hela kvarteret namnet Erik Menved. Kvarteret Magnus Smek hade delar av Gamla stadens bäst bevarade äldre bebyggelse. Husens ålder varierade. De äldsta var från 1600-talet och de nyaste från 1800-talets början.
- Kv. 7 Carolus: Kvarteret Carolus var det kvarter som avgränsades av Östergatan, Humlegatan, S:t Tomasgatan och den äldre delen av Grönegatan. Kvarteret Carolus hade olika stavning; på en del gatuskyltar, mot S:t Tomasgatan, stod det "Kv Karolus" medan de som satt ut mot den äldre delen av Grönegatan stavade Carolus med C. Idag heter hela kvarteret, som inrymmer Caroli City, Carolus.
- Kv. 8 Humle: Kvarteret Humle var det kvarter som avgränsades av Grönegatan, Humlegatan, Norregatan och Östergatan. In i kvarteret sträckte sig två gränder: Larmgränd och Norregränd, varav den sistnämnda finns kvar, även om den bara är en passage genom kvarteret.
- Kv. 13 Jerusalem: Kvarteret Jerusalem döptes efter Jerusalemsgatan och avgränsades tidigare av den äldre delen av Grönegatan, Kattsundsgatan och Rundelsgatan. Idag heter endast den avsöndrade delen öster om den nyare delen av Humlegatan Jerusalem.
- Kv. 14 Hjorten: Kvarteret Hjorten tillkom efter Jerusalemsgatans utläggning år 1861 och fick sitt namn efter den krog som i forna dagar låg i kvarteret. Vid krogens dörr hängde en förgylld hjort, vilken gav kvarteret sitt namn. Kvarteret avgränsades av Jerusalemsgatan, Stora Kvarngatan, Rundelsgatan och Kattsundsgatan.
- Kv. 15 Erik Menved: Kvarteret Erik Menved var det kvarter som avgränsades av Rundelsgatan, Kattsundsgatan, Mårtensgatan och Mäster Nilsgatan. När Mårtensgatan försvann 1970 fick hela kvarteret namnet Erik Menved. In i det gamla kvarteret sträckte sig Ringaregränd, men denna ingick från och med 1970 i kvartersområdet.

## Det gamla gatunätet

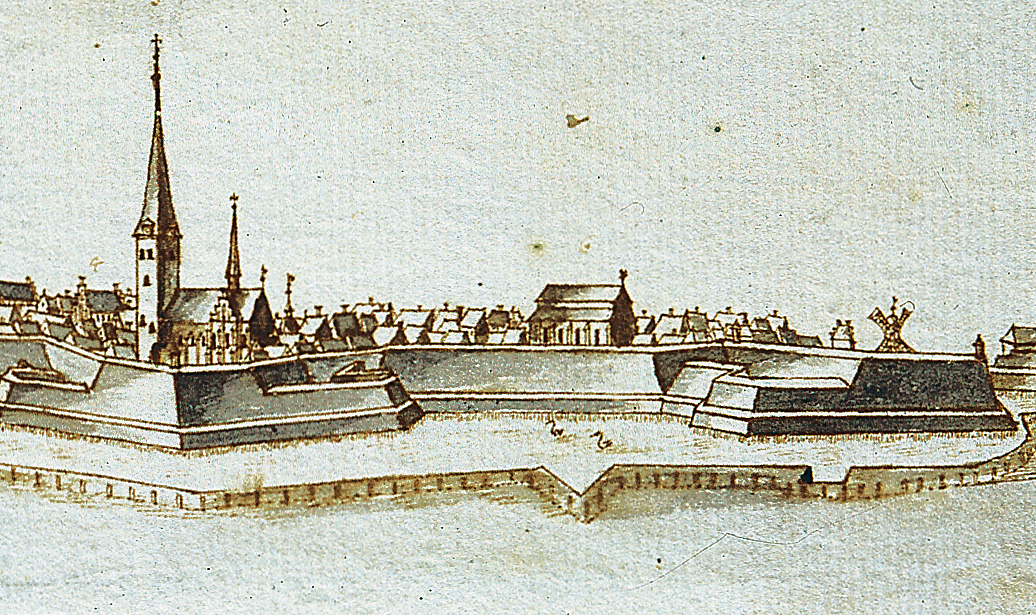
Del av Malmö försvarsverk 1706. Kyrkan till höger om S:t Petri är Tyska kyrkan, föregångaren till Caroli kyrka (riven 1879, den ersättande kyrkan syns på bild nedan). Väderkvarnen på vallen till höger är Vallamöllan.

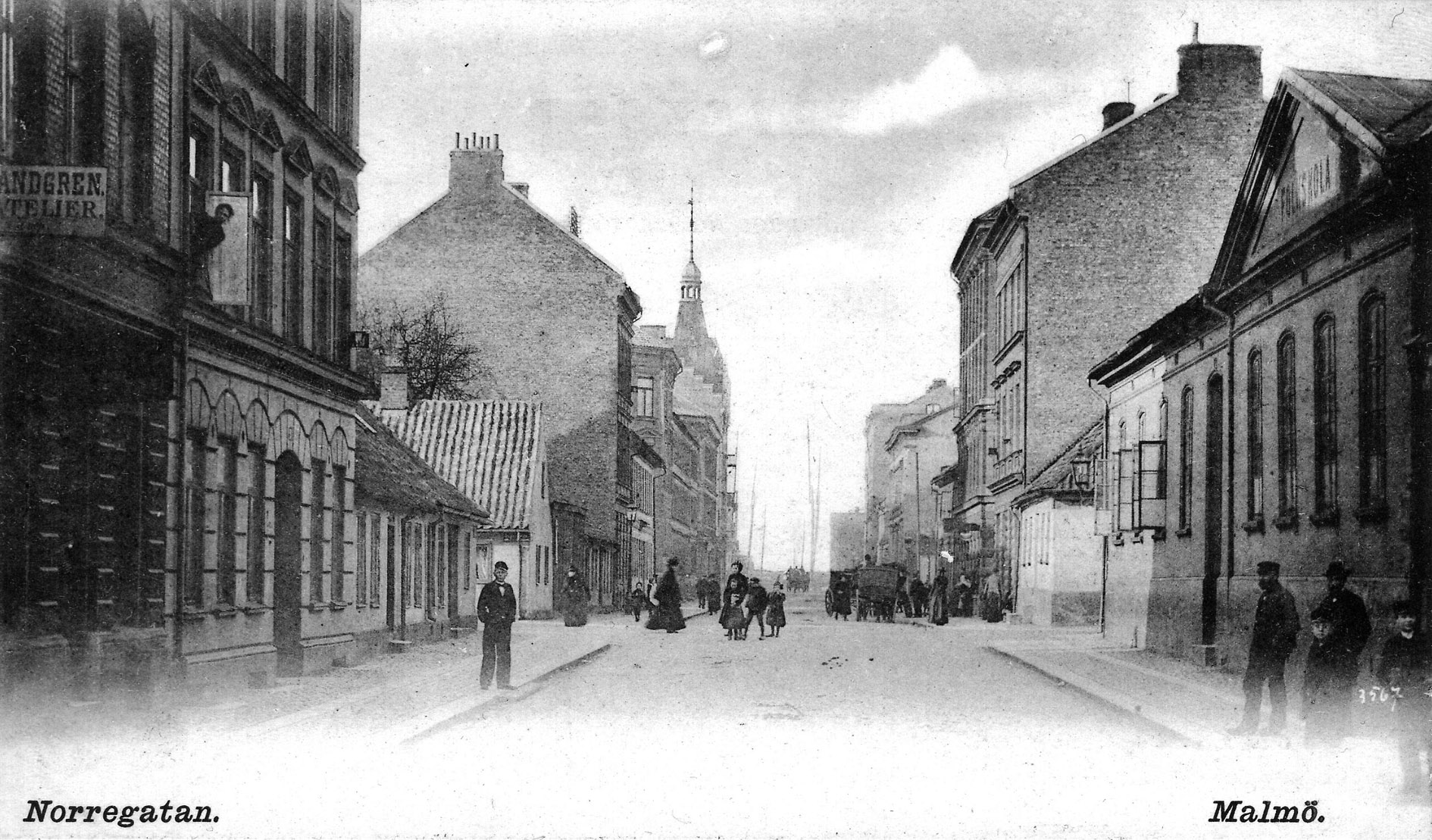
Norregatan mot Drottningtorget kring sekelskiftet 1900.

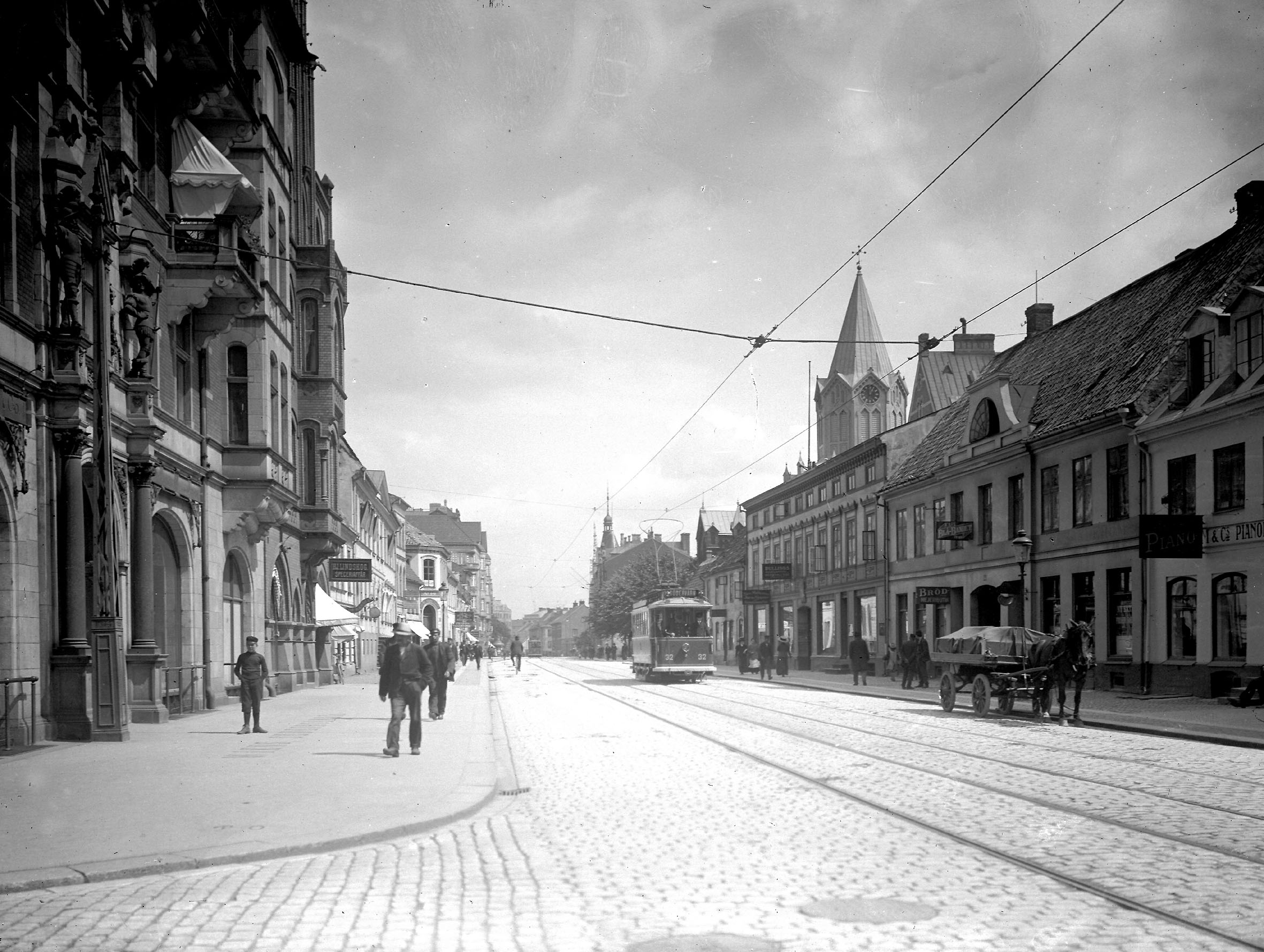
Östergatan mot Caroli kyrka runt 1910. Till höger kvarteret Magnus Smek.

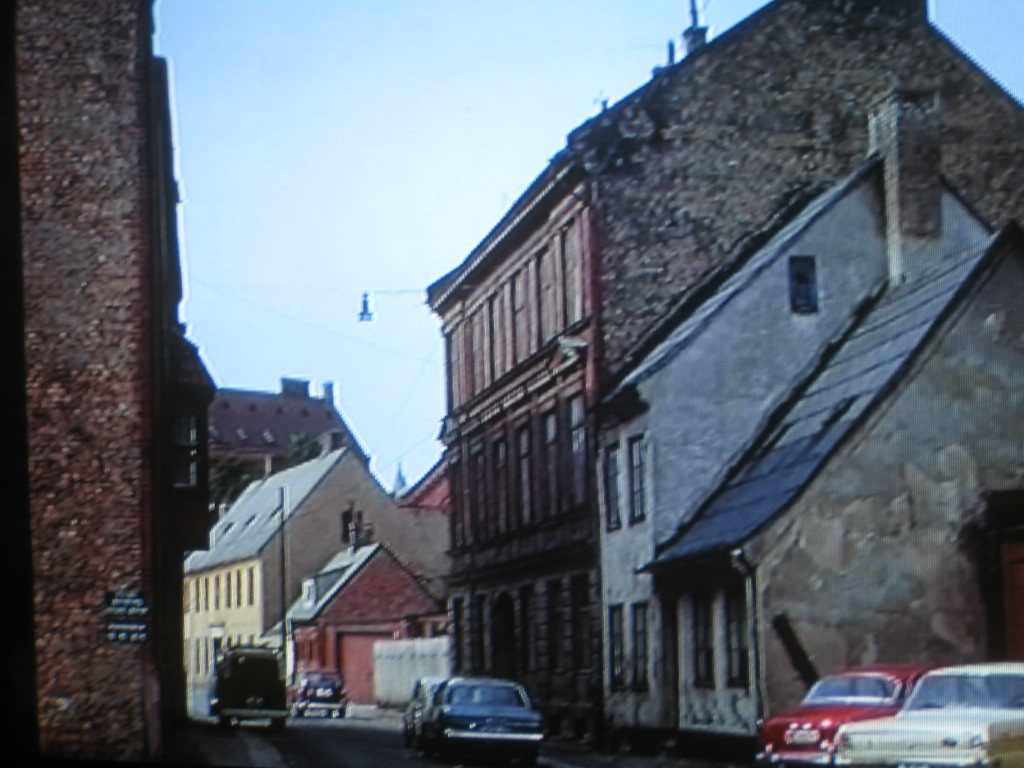
Den äldsta delen av Grönegatan upp mot Kattsundsgatan och Caroli kyrka under slutet av 1960-talet.

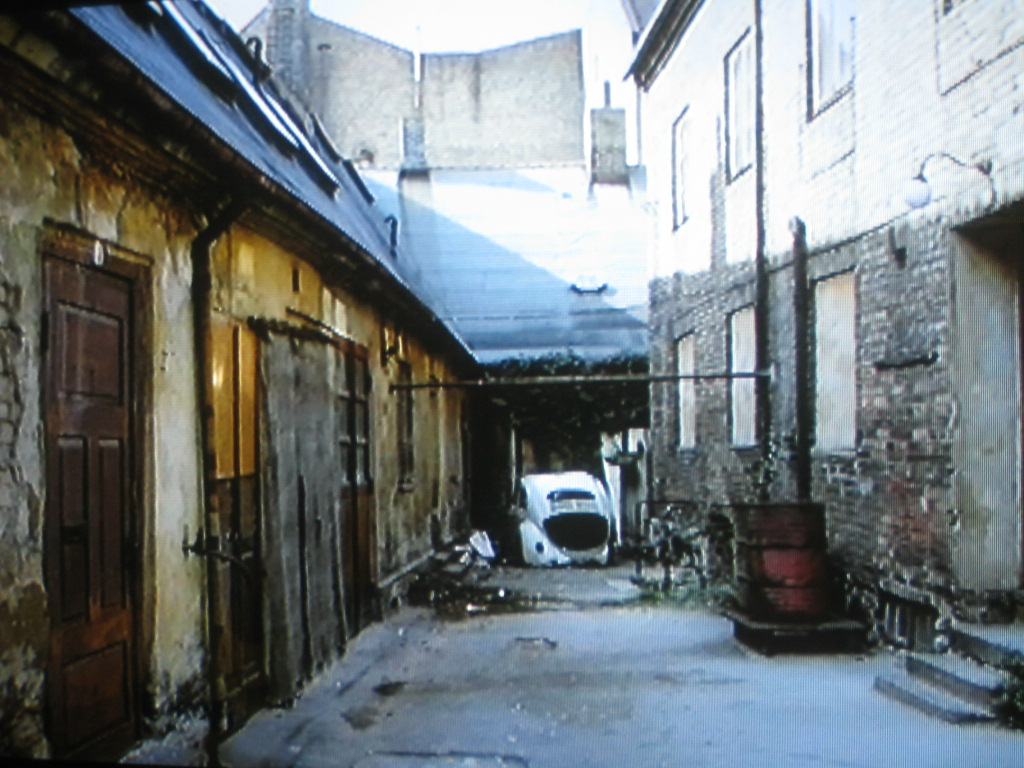
Ett förfallet hus i kvarteret Carolus vid Humlegatan 1968. Till höger Diedenska magasinet.

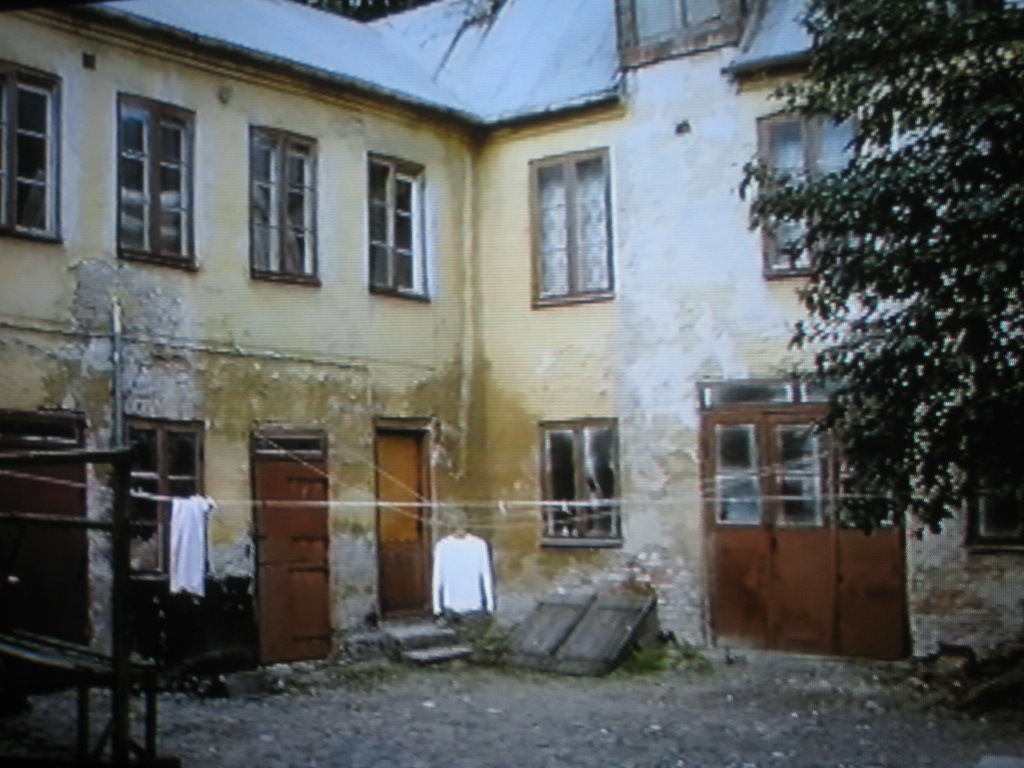
Bakgård från troligtvis kvarteret Hjorten mellan Rundelsgatan och Jerusalemsgatan strax före rivning 1969. Bilden visar hur nedgångna en del av de mindre gårdarna i kvarteren tedde sig.

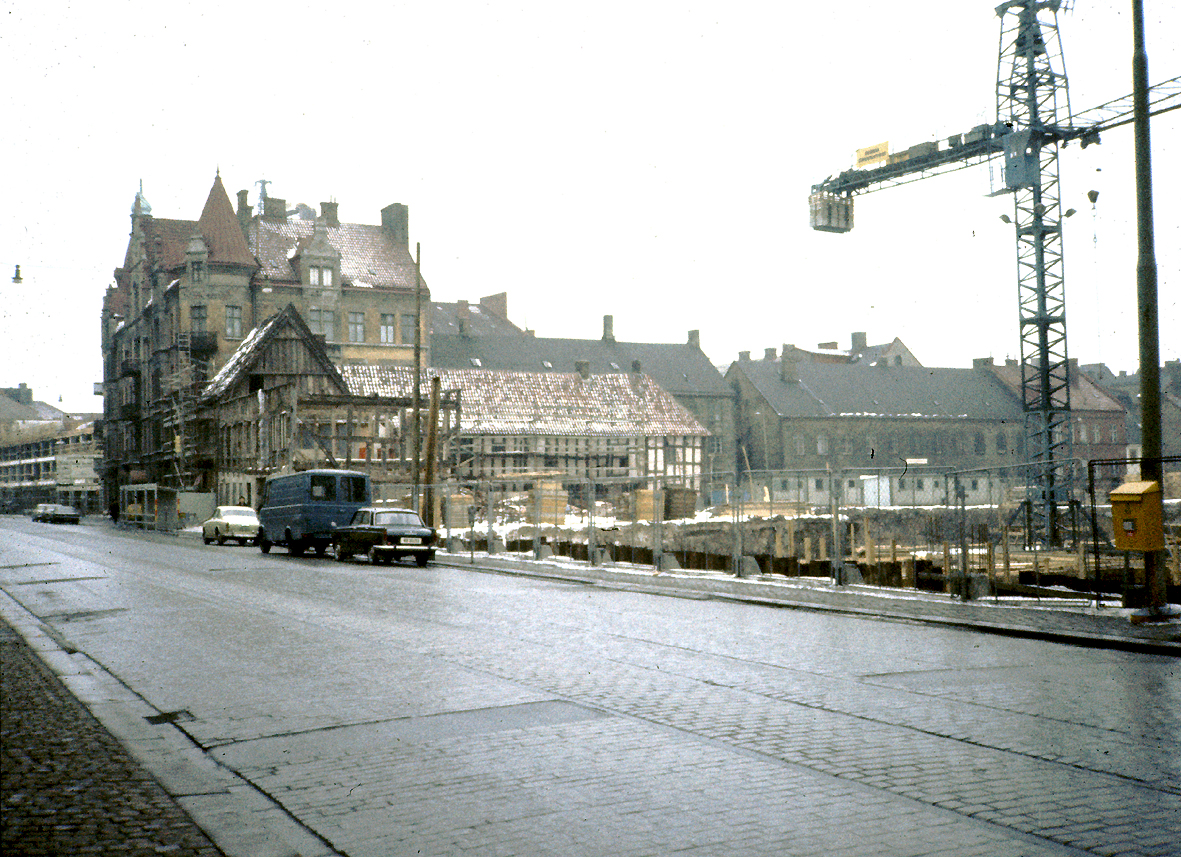
Schaktningsarbetena för Caroli City 1970. Fotot taget från Östergatan.

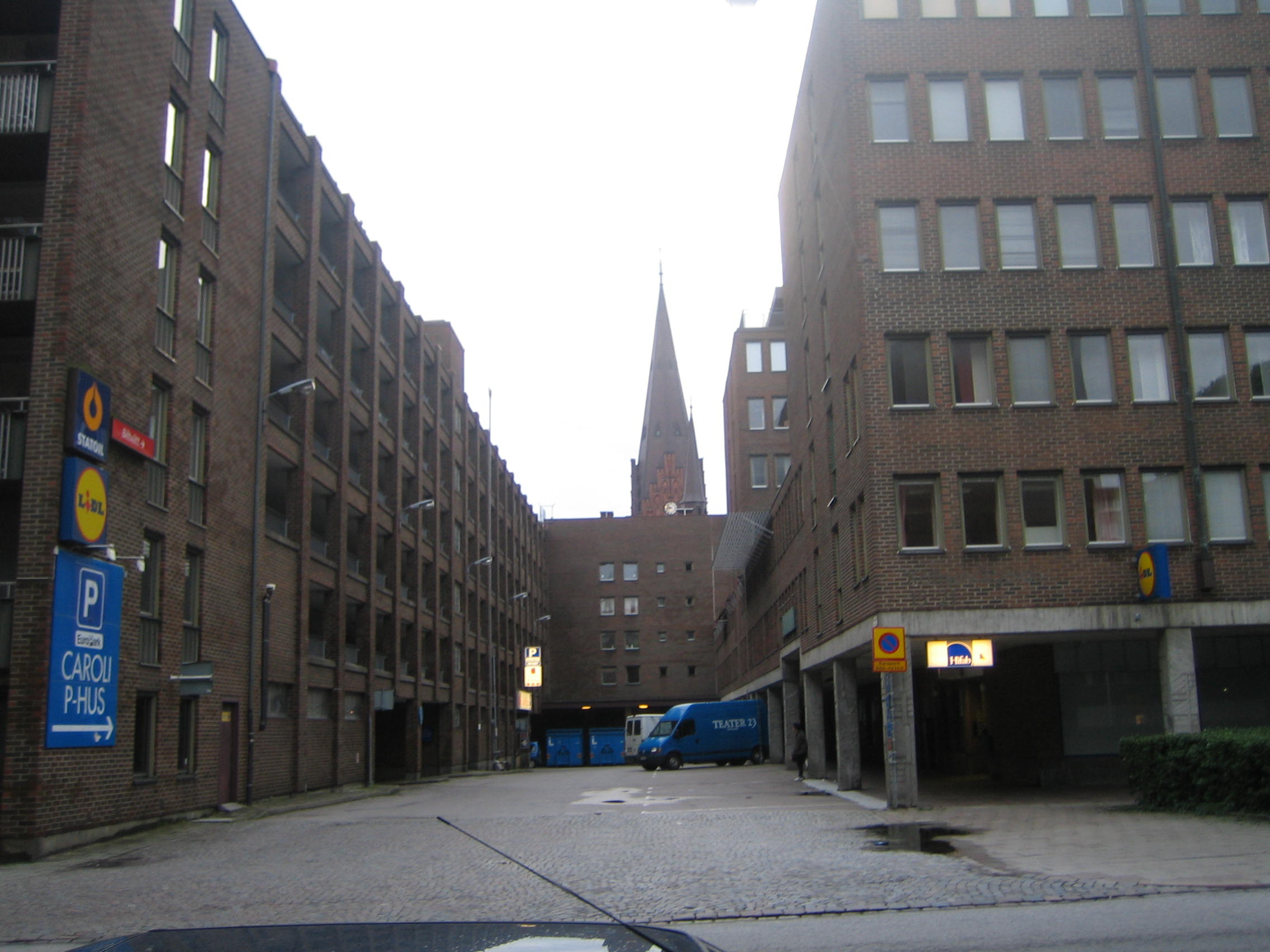
Denna bild tagen vid Kattsundsgatan visar hur byggnaderna som ersatte de äldre husen ser ut. På platsen låg tidigare Mårtensgatan och Ringaregränd.

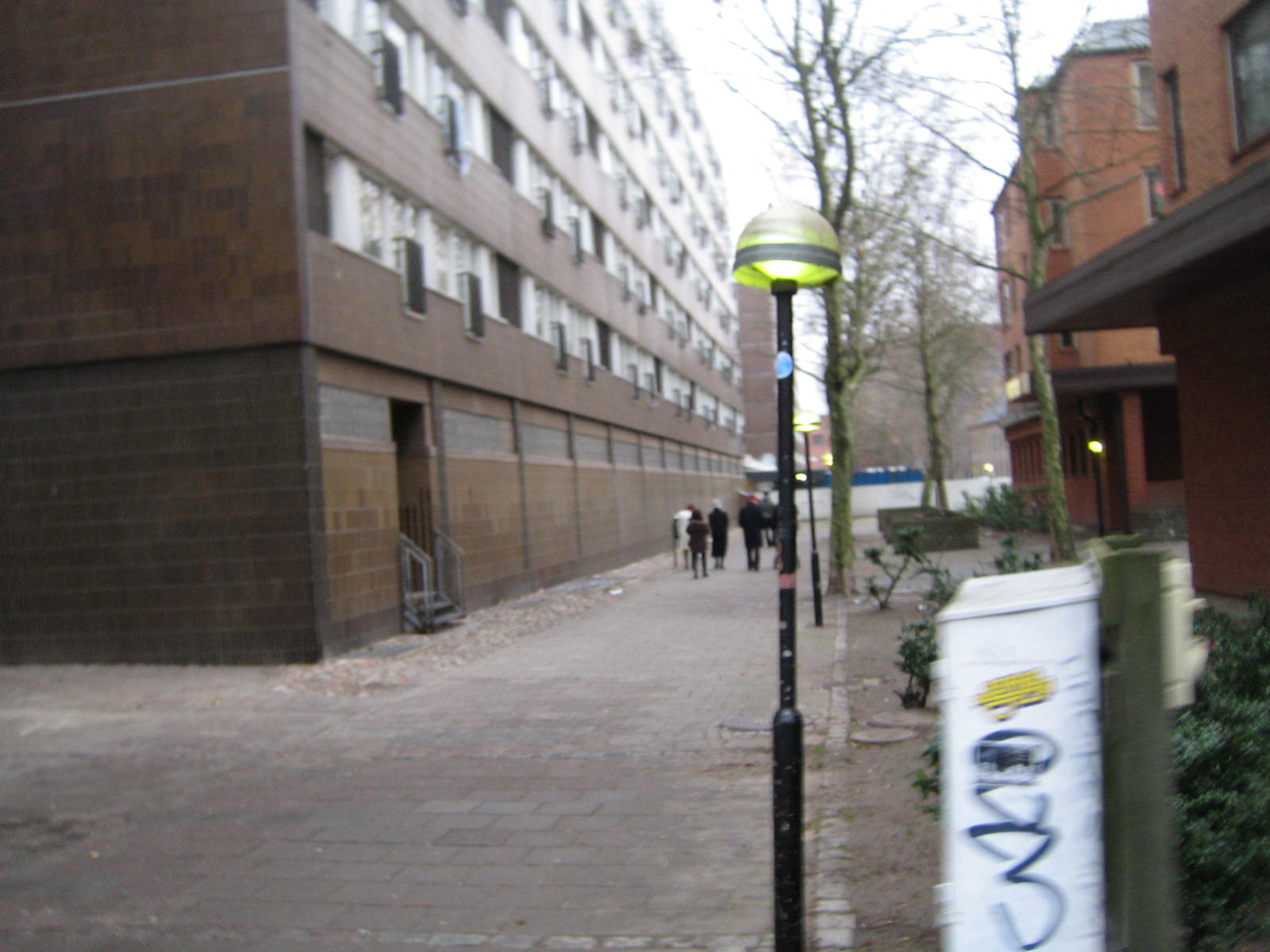
Den förlängda delen av Humlegatan 2007. Ungefär här låg fram till 1970 mynningen av Jerusalemsgatan - Stora Kvarngatan. Kvarteret till höger är kvarteret Jerusalem, det vänstra är kvarteret Carolus.

Inom det ursprungliga Caroli fanns före nuvarande stadsplans tillkomst 1970 följande gator:
- Grönegatan var en längre huvudgata som i sin äldsta del gick fram över Carolikvarteren, mellan Humlegatans sydligaste del och S:t Tomasgatan, men som numera är helt försvunnen. Den omtalas första gången 1532 men tillhörde gatunätet från slutet av 1200-talet. Sedan befästningarna raserats i början av 1800-talet förlängdes gatan med "Nya Grönegatan". På 1880-talet kallades den äldsta, krökta, delen i folkmun för "Gamla gatan".[4] 1945 fick de två gatorna det gemensamma namnet "Grönegatan". Numera kvarstår endast den yngre delen av gatan. Där den äldsta delen förr fortsatte upp mot Caroli kyrka ligger idag Caroli Citys matvaruintag.

- Humlegatan är den gata som sträcker sig från Grönegatan upp mot Östergatan. Vid Humlegatans norra del mot Östergatan har lite av den ursprungliga bebyggelsen bevarats, såsom Diedenska huset, Sjöbergska palatset samt Malmö Rullgardinsfabriks gamla hus, det Sjöbergska magasinet. På den västra sidan av gatan låg även en större magasinsbyggnad från mitten av 1800-talet, Johan Dieden den äldres sädesmagasin, även benämnt Diedenska sädesmagasinet[5]. Före 1898 hette gatan Stora Humlegatan medan Bagersgatan längre norrut hette Lilla Humlegatan. Anledningen till detta namnbyte var att de boende vid Lilla Humlegatan inte ville förknippas med den prostitution, för vilken Stora Humlegatan då blivit känd. Ännu tidigare var den skriftligt belagd som "Humlegränd". År 1970 förlängdes gatan söderut mot Stora Kvarngatan, vid den forna Jerusalemsgatans mynning.

- Jerusalemsgatan var den gata som sträckte sig från Stora Kvarngatan och upp mot Kattsundsgatan. Den revs ut helt under år 1970. Jerusalemsgatan tillkom år 1861 och var från början en vattenavloppsgrop. Det är anledningen till att sträckningen inte är utritad på kartor äldre än 1861. Gatan fick sitt namn 1864 efter det stora bostadskomplexet Jerusalem som vuxit upp i området strax intill redan 1806. Detta bebyggelsekomplex revs 1888 och ersattes av en rad nyare tegelhus, uppförda på 1890-talet. På 1930-talet kallades gatan i folkmun för "Bakgatan".[6]

- Kattsundsgatan är den gata som sträcker sig från Rundelsgatan upp mot Östergatan. Gatan är medeltida men skriftligt belagd som "Kattesund" först 1532. Kattesund är en beteckning på en smal gata, som sannolikt ursprungligen varit vattenfylld. Tidvis inräknades även S:t Tomasgatan i denna gata. Namnet Kattsundsgatan fastställdes 1864.

- Larmgränd gick in söderifrån in i kvarteret Humle från den nyare delen av Grönegatan. Denna gränd kom till i början av 1800-talet och försvann 1974. Namnet fanns åtminstone från 1950 och utgick 1974 (återvändsgränden väster om residenset har dock också benämnts Larmgränd; denna skyltas numera med det 1864 fastställda namnet, Larmgatan). Larmgränd söderifrån med sin öppna plats tillkom troligtvis när man år 1800 anlade tobaksfabriken "Försöket" på den obebyggda tomten norr om gränden. Vallarna hade ännu inte rivits så detta var den enda vägen in till tobaksfabriken. Därav följer också att gränden gick snett in i kvarteret, parallellt med den forna stadsvallen. Tobaksfabriken drevs fram till 1825. Gatuskylten vid gränden plockades ner så sent som den 25 augusti 1974, nästan ett år efter Caroli Citys invigning.

- Mårtensgatan var den gata som sträckte sig från S:t Tomasgatan mot Sankt Petri kyrka. Gatan revs 1970 och i dag finns endast en passage genom betongkomplexet på ungefär samma plats som den tidigare gatan. Mårtensgatan hade anor från 1200-talet. Den äldsta kända benämningen är Byecircke-stredet 1522. Namnet kom av att gatan sträckte sig i riktning mot den närliggande Sankt Petri kyrka.

- Mäster Nilsgatan är den gata som sträcker sig från korsningen Rundelsgatan-Själbodgatan i söder till Östergatan i norr.

- Norregatan är den gata som sträcker sig från Drottningtorget till Stora Kvarngatan och sedan fortsätter ner mot Södra Promenaden. Gatan tillkom i början av 1800-talet och ingick i Nya staden. Från början hette gatan "Norrgatan" men det ändrades 1867 eftersom "Norregatan" länge varit den gängse beteckningen.

- Norregränd var ursprungligen en kort gränd som sträckte sig från Norregatan västerut in i kvarteret Humle. Den tillkom i början av 1800-talet, men namngavs inte förrän 1911. Först var den tänkt att heta Caroligränd, men namnet avslogs eftersom man trodde att det skulle orsaka förvirring då gränden inte ligger speciellt nära Caroli kyrka. I samband med rivningarna förlängdes den fram till Humlegatan, men den har till skillnad från den förlängda Humlegatan inte delat upp kvarteret i två hälfter med olika namn.

- Ringaregränd är en bortglömd kuriositet. Denna tillkom så sent som 1962 och sträckte sig från Mårtensgatan söderut in i kvarteret Erik Menved. Den försvann i likhet med Mårtensgatan 1970. Namnet kommer från ordet "ringare", ett yrke som till största delen gick ut på att ringa i kyrkklockor. I början av 1960-talet hade man börjat med punktsaneringar i Carolikvarteren och när man rivit en fastighet vid Mårtensgatan i kvarteret Erik Menved bildades här en helt ny gränd, bara fem år innan man påbörjade totalsaneringarna.

- Rundelsgatan är den gata som sträcker sig från Stora Kvarngatan och upp mot Sankt Petri kyrka. Den har bevarat den medeltida, böjda gatustrukturen som var typisk för Jerusalemsgatan och Grönegatan. Formen var anpassad till den ursprungliga terräng som fanns här när kvarteren lades ut under slutet av 1200-talet. Från Rundelsgatan kunde S:t Petri kyrka tydligt ses vilket skapade en medeltida stämning som blev typisk för gatan i äldre tider. Fram till 1935 låg här sjukhuset Malmö asyl, men själva byggnaden fanns kvar åtminstone till 1972.

- S:t Tomasgatan eller S:t Thomasgatan (från 1900-talets början användes den senare stavningen konsekvent på bland annat Malmö stads officiella kartor medan den förstnämnda var den förekommande på gatuskyltar) är belagd som Oluf Persens (eller Pedersens) strede 1522 och 1543-1559. Namnet S:t Tomasgatan användes på den nordligaste delen av Kattsundsgatan, ner till korsningen Grönegatan-Mårtensgatan. Under årens lopp förekom en rad olika namn på denna gata, vilken tidvis räknades som en del av Kattesund, Cattesundsstredet etc. Namnet fastställdes 1864. Sedan området sanerats blev den 1970 en del av Kattsundsgatan. Ett tidigare namn var Tyska kyrkogatan, efter Tyska kyrkan, nuvarande Caroli kyrka. Värt att nämna är även att Caroli Kyrkoplan är en sedan 1936 känd benämning på platsen kring Caroli kyrka.

- Snurran var det inofficiella namnet på den torgbildning i korsningen Grönegatan-Humlegatan. Snurran kom till i början av 1800-talet med vallraseringen men har sina rötter i 1200-talet när Grönegatan lades ut. Trots att det är starkt förändrat finns området kvar än idag.

- Stora Kvarngatan är den gata som sträcker sig från Östra Promenaden till Rundelsgatan. Fram till det tidiga 1870-talet hette gatan bara Qvarngatan eftersom Lilla Kvarngatan inte utlagts ännu.

- Östergatan är Malmös äldsta gata, utlagd redan vid mitten av 1200-talet. Gatan löpte parallellt med stranden som låg utmed nuvarande Norra Vallgatan. Den sträcker sig från Drottningtorget, förbi Carolikvarteren och fortsätter västerut mot Gamla Väster. Östergatan var under många hundra år huvudgatan på Öster i Gamla staden och har än idag kvar en stor del av sin gamla bebyggelse.

## Bakgrund till totalsaneringen
Carolikvarteren och de angränsande kvarteren omfattades av den våg av förändring som många svenska städer gick igenom efter andra världskriget. Rivningsvågen som inleddes i slutet av 1950-talet hade sin upprinnelse under årtiondena efter första världskriget. Det tänkande som då slog igenom innebar bland annat att de gamla stadskärnorna började betraktas som uttjänta och inte längre ändamålsenliga. En ny tid ansågs kräva en ny stad som kunde möta nya krav på framkomlighet och bekvämlighet, ljus och luft samt ett högre utnyttjande av marken. Bilar skulle kunna komma fram, gator behövde breddas. Ålderdomliga hus skulle bytas ut mot nya moderna. Mot den bakgrunden utformades flera saneringsplaner för centrala Malmö.
Redan 1937 gjorde dåvarande stadsingenjören Erik Bülow Hübe en saneringsplan för kvarteren kring Caroli kyrka. Stadsplanen innebar att husen skulle rivas medan gatunätet skulle ligga kvar. Planen genomfördes emellertid inte. Denna stadsplan tillät en breddning av numera försvunna gator, t.ex. Jerusalemsgatan, men eftersom stadsplanen inte genomfördes skedde ingen breddning. Gator som Kattsundsgatan breddades i och med den nya stadsplanen år 1967 när Caroli City kom till. 
Den modernistiska historiesynen innebar att gamla miljöer inte ansågs värdefulla och att rusta upp äldre bebyggelse betraktades inte som ett realistiskt alternativ av näringslivet (exempelvis Skånska Cementgjuteriet) och ledande politiker (såväl borgerliga som socialdemokrater, i Malmö med Oscar Stenberg, Carl Ljungbeck och Eric Svenning i ledningen). Man menade att vinsterna med att riva hela kvarter och bygga nytt på en gång var så stora att även de hus som inte var nergångna dömdes ut och revs - därtill även äldre gator. Endast cirka 20% av bebyggelsen i Carolikvarteren var i riktigt dåligt skick. Stora vinster kunde göras genom att ersätta låghusbebyggelse med storskaliga fastigheter. Förhoppningen med Caroli-projektet var att återge Malmö city dess attraktionskraft. Man ville locka folk från förorterna att flytta in till stadskärnan igen. Därtill ansågs kvarteren kring Caroli kyrka vara ett förslummat problemområde. Ambitionen var att få bort det utbredda fylleriet och prostitutionen som förekom i gränderna på Öster och skapa ett attraktivt boendeområde. Särskilt illa sedd var Jerusalemsgatan, som under 1900-talet utvecklat ett rykte som en gatusträckning där prostitutionen var mycket utbredd. Efter rivningen slogs allt det gamla ihop till kvarteret Carolus. Tre kvarter, där Caroli City idag ligger, blev ett enda stort. 
1967 presenterades en dispositionsplan för Caroli City. Initiativtagare var storbyggmästaren Hugo Åberg, men projektet genomfördes av Skånska Cementgjuteriet, ett av landets dominerande byggföretag som också hade utvecklat en egen lönsam fastighetsförvaltning. Många av de äldre gatorna på Öster ansågs inte vara ändamålsenliga och mot den bakgrunden presenterades 1967 ett förslag att ta bort det mesta i området. De krokiga och smala gatorna och gränderna ansågs inte uppfylla vad en modern stad med tilltagande trafik krävde. Jerusalemsgatan och den äldre delen av Grönegatan revs. Mårtensgatan försvann för att ge plats åt ett större hus som bättre skulle passa in i den nya miljön. All gammal bebyggelse revs, med undantag av Caroli kyrka, Thottska och Diedenska huset, alla ut mot Östergatan, samt Sjöbergska magasinet, som låg inne på Humlegatan mittemot Diedenska sädesmagasinet. Gatunätet med ursprung i det medeltida Malmö försvann. Grönegatan och Mårtensgatan hade lagts ut redan under 1200-talet. Planer som fanns att Caroli City skulle byggas i tretton våningar skrinlades dock.

Hösten 1969 flyttade de första hyresgästerna in i den första etappen vid Kattsundsgatan och därefter färdigställdes området i olika etapper fram till hösten 1973. Den 20 september samma år invigdes det nya stora köpcentret med 55 butiker längs en inglasad gata i två våningsplan. Det var den dittills största butiksgallerian i Malmö. En av talarna vid invigningen var vd:n för Skånska Cementgjuteriet, Ulf Widerström. Han sade bland annat att: 
| ”                                                | En stad får inte bli som en gammal, murken trädstam. Kärnan måste hela tiden hållas frisk för att trädet skall grönska. | „ |
| – Ulf Widerström, vd för Skånska Cementgjuteriet | |   |

Några år efter Caroli Citys invigning kunde man läsa rubriker i tidningen om "Drömkvarteret som blev problemområde". Problemen som funnits i kvarteren runt Caroli kyrka och de angränsande kvarteren, som Rostock, Möllebacken och Stralsund, hade inte försvunnit. Området fortsatte att vara problemfyllt även efter saneringarna.

## Speciella historiska byggnader
Det enda som återstår av de gamla Carolikvarteren är Diedenska huset från 1620-talet, Caroli kyrka från 1880 och Sjöbergska magasinet. Fasaden till det Thottska huset från 1558 (jämte Diedenska) är en rekonstruktion och bakom fasaden återstår inte mycket av det ursprungliga huset. 
Därtill finns några äldre fastigheter, troligen från 1890-talet i den avsöndrade delen av kvarteret Jerusalem vid Norregatan och Stora Kvarngatan. Anledningen till att denna del av det historiskt sett större kvarteret Jerusalem fortfarande, efter Caroli Citys tillkomst, finns kvar är att Humlegatan förlängdes söderut mot Stora Kvarngatan under 1970. Det tidigare kvarteret Jerusalem sträckte sig mellan den historiska Jerusalemsgatans och den äldre, numera rivna delen av Grönegatan. Längs med Nya Grönegatan finns några äldre fastigheter kvar.